# 聯合國安全理事會第2601號決議
聯合國安全理事會第2601號決議於2021年10月29日在聯合國安全理事會上獲得一致同意通過。主要目的是要求强烈谴责针对学校、儿童和教师的袭击，强调了教育对个人和社会的宝贵作用，并敦促冲突各方立即保护受教育权。

## 背景
近年來，針對學校和相關平民的毀滅性襲擊不斷增加，雖然安理会的15个成員國此前曾多次分別地发表声明谴责对学校的袭击，但安理会尚未有一份明確關注受教育權的決議。有見及此，挪威等國向安理會提出此決議，以决议的形式明确关注教育、和平与安全之间的联系。

## 俄羅斯入侵烏克蘭
2022年俄羅斯入侵烏克蘭，聯合國教科文組織引用此決議指出联合国成员国应“在武装冲突期间和冲突后阶段防止袭击和威胁袭击学校、确保学校以及儿童和教师等与学校有关联平民得到保护”，並强烈谴责俄羅斯针对教育设施的袭击。